# Kammamma
Kammamma war eine hattische und hethitische Göttin. Möglicherweise ist sie eine Form der Inar.
Von den Palaern wurde sie Kamama genannt und mit dem Epithet ḫašawanz „Zauberin“ versehen. In palaischen Götterlisten steht sie an sechster Stelle, nach dem Götterschmied Ḫašamili und vor Šaušḫalla.